# Mudanjiang
Mudanjiang (chinois : 牡丹江 ; pinyin : mǔdānjiāng) est une ville du sud-est de la province du Heilongjiang en Chine. Elle est frontalière avec la Russie.

## Économie
En 2005, le PIB total a été de 30,3 milliards de yuans, et le PIB par habitant de 11 285 yuans.

## Subdivisions administratives
La ville-préfecture de Mudanjiang exerce sa juridiction sur dix subdivisions - quatre districts, quatre villes-districts et deux xian :
- le district d'Aimin - 爱民区 Àimín Qū ;
- le district de Dong'an - 东安区 Dōng'ān Qū ;
- le district de Yangming - 阳明区 Yángmíng Qū ;
- le district de Xi'an - 西安区 Xī'ān Qū ;
- la ville de Muling - 穆棱市 Mùlíng Shì ;
- la ville de Suifenhe - 绥芬河市 Suífēnhé Shi ;
- la ville de Hailin - 海林市 Hǎilín Shì ;
- la ville de Ning'an - 宁安市 Níng'ān Shì ;
- le xian de Dongning - 东宁县 Dōngníng Xiàn ;
- le xian de Linkou - 林口县 Línkǒu Xiàn.

## Personnalité liée à Mudanjiang
Zhang Yufeng est née le 9 janvier 1945 dans la ville de Mudanjiang ; Au début des années 1960, elle devient une des maîtresses de Mao Zedong. Puis elle vit à ses côtés à partir de 1970 et porte le titre de secrétaire particulière dans les dernières années de la vie du Grand Timonier.